# Anaxyrus terrestris
Anaxyrus terrestris és una espècie d'amfibi que viu al sud-est dels Estats Units (des de l'est de Louisiana fins al sud-est de Carolina del Nord).
Està amenaçada d'extinció per la pèrdua del seu hàbitat natural.